# Mon Israël
Mon Israël (hébreu : ישראל שלי, Yisra'el Sheli) est un mouvement politique israélien de droite non-représenté à la Knesset, le Parlement national. Il se décrit comme un « mouvement pour l'activité sioniste ».

## Création et développement
Le mouvement fut créé au début de l'année 2010 par Ayelet Shaked et Naftali Bennett, qui travaillaient tous deux précédemment dans l'équipe de Benyamin Netanyahou. Rapidement, Mon Israël coopéra avec le Conseil de Yesha sur des sujets liés à la logistique et à la communication publique. En septembre 2011, la page Facebook en hébreu du mouvement était suivie par 62 000 personnes, tandis que la page Facebook en anglais était quant à elle suivie par 26 000 personnes.
À partir de mai 2011, le mouvement commença à créer des antennes à travers le pays, notamment à Haïfa, Netanya, Ra'anana, Tibériade, El'ad, Beer-Sheva, Giv'at Shmuel, Rishon LeZion ou encore Kiryat-Bialik.

## Activité
Le mouvement communique principalement à travers Internet et spécialement sur les réseaux sociaux et Wikipédia. Mon Israël critique régulièrement ce qu'il considère comme des dérives anti-sionistes dans la société et les médias.
En 2010, Mon Israël lança une campagne sur Wikipédia pour faire prévaloir les positions « sionistes » afin de contrer ce qu'il estime être des « contenus anti-israélien ».
Un peu plus tard, le mouvement prit la tête d'une campagne publique pour changer la ligne éditoriale de la Radio officielle de l'Armée israélienne, estimant que cette dernière était dirigée par des militants de gauche et ne correspondant pas, de son point de vue, à ce que les militaires devraient écouter en temps de guerre. Plus encore, il accusa cette radio d'être une plateforme de communication pour les membres du Hamas ainsi que pour les organisations de gauche s'opposants à l'Armée israélienne.
Le 29 juillet 2011, le mouvement prit officiellement position pour le Mouvement israélien pour des logements accessibles, tout en se désolidarisant de ses leaders que Mon Israël considère comme des militants de gauche, objecteurs de conscience et post-sionistes, qui s'opposeraient ouvertement aux soldats de l'Armée israélienne.